# Perrierina aucklandica
Perrierina aucklandica är en musselart som först beskrevs av Powell 1933.  Perrierina aucklandica ingår i släktet Perrierina och familjen Cyamiidae. Inga underarter finns listade i Catalogue of Life.